# Finales NBA 1980
Navigation
Finales 1979 Finales 1981
Les finales NBA 1980 sont la dernière série de matchs de la saison 1979-1980 de la NBA et la conclusion des séries éliminatoires (playoffs) de la saison. Le champion de la Conférence Est, les 76ers de Philadelphie rencontrent le champion de la Conférence Ouest les  Lakers de Los Angeles. Au cours de cette finale, les Lakers l'emportent quatre victoires à deux et Magic Johnson est nommé MVP des Finales (meilleur joueur des finales), alors qu'il n'est que rookie au sein de la ligue. En effet, la performance de Magic Johnson dans le match 6 et tout au long de la série lui ont valu le titre de MVP. Ce fut également la première finale de la NBA à utiliser la ligne à trois points, qui a débuté cette saison.

## Contexte

### Lakers de Los Angeles
La dernière fois que les Lakers ont remporté le titre NBA, c'était en 1972. Au cours des huit dernières années, les Lakers ont de nouveau atteint la finale NBA en 1973 et ont perdu contre les Knicks de New York en cinq matchs. Puis Wilt Chamberlain et Jerry West ont pris leur retraite, et les Lakers ont raté les playoffs en 1975 et 1976. Entre deux, Kareem Abdul-Jabbar a intégré l'effectif, et les Lakers ont retrouvé de leur grandeur à partir de 1977.
Les Lakers ont remporté le premier choix de la draft de la NBA de 1979 (négocié en compensation par le Jazz de la Nouvelle-Orléans après avoir signé Gail Goodrich en 1976) et ont sélectionné Magic Johnson des Spartans de Michigan State. C'était l'un des derniers actes de Jack Kent Cooke, alors propriétaire, avant de vendre l'équipe à Jerry Buss au cours de cet été. Alors que Magic éblouissait dans sa saison rookie, Kareem réalise une saison de MVP au cours de la saison régulière.
Derrière la vision de jeu de Johnson, le jeu au poste d'Abdul-Jabbar, la qualité de tir et la défense de Michael Cooper, le trio a formé le noyau des équipes du Showtime des Lakers. Lors des playoffs, les Lakers ont éliminé les Suns de Phoenix et les champions en titre, les SuperSonics de Seattle en cinq matchs pour se qualifier pour la finale de la NBA. 

### 76ers de Philadelphie
Julius Erving est arrivé avant la saison 1976-1977, et avec lui comme point focal de l'attaque, les 76ers se sont rapidement transformés en prétendant au titre. Mais après avoir perdu contre les Trail Blazers de Portland lors de la finale de la NBA en 1977, les 76ers ont réalisé qu'un style de jeu d'isolation, basé sur le un-contre-un ne les mènerait pas jusqu'au bout. Ainsi, ils ont embauché, l'ancien joueur, Billy Cunningham en tant qu'entraîneur.
Au cours de la saison 1979-1980, les 76ers ont terminé avec un bilan de 59-23, deux matchs derrière les Celtics de Boston dans la division Atlantique. En playoffs, ils ont éliminé les Bullets de Washington en deux matchs et les Hawks d'Atlanta en cinq matchs. Lors de la finale de la Conférence Est, les 76ers ont affronté Larry Bird, lauréat du prix du Rookie de l'année, et les Celtics, qui ont remporté 61 victoires. Philadelphie a gagné en cinq matchs, empêchant la première finale des Celtics-Lakers depuis 1969. 
Il convient de noter que cette finale marque la première des dix finales NBA disputées dans les années 1980, qui comprenaient toutes les Celtics ou les Lakers (trois finales ont réuni les deux équipes).

## Classements de la saison régulière
| Champion de division | Qualifié pour les playoffs | Non qualifié pour les playoffs |

| Conférence Est | Conférence Est         | Conférence Est | Conférence Est | Conférence Est |
| No             | Franchise              | Vic.           | Déf.           | PCT            |
| -------------- | ---------------------- | -------------- | -------------- | -------------- |
| 1              | Celtics de Boston      | 61             | 21             | 74.4           |
| 2              | Hawks d'Atlanta        | 50             | 32             | 61.0           |
| 3              | 76ers de Philadelphie  | 59             | 23             | 72.0           |
| 4              | Rockets de Houston     | 41             | 41             | 50.0           |
| 5              | Spurs de San Antonio   | 41             | 41             | 50.0           |
| 6              | Bullets de Washington  | 39             | 43             | 47.6           |
|                |                        |                |                |                |
| 7              | Knicks de New York     | 39             | 43             | 47.6           |
| 8              | Cavaliers de Cleveland | 37             | 45             | 45.1           |
| 8              | Pacers de l'Indiana    | 37             | 45             | 45.1           |
| 10             | Nets du New Jersey     | 34             | 48             | 41.5           |
| 11             | Pistons de Détroit     | 16             | 66             | 19.5           |

| Conférence Ouest | Conférence Ouest          | Conférence Ouest | Conférence Ouest | Conférence Ouest |
| No               | Franchise                 | Vic.             | Déf.             | PCT              |
| ---------------- | ------------------------- | ---------------- | ---------------- | ---------------- |
| 1                | Lakers de Los Angeles C   | 60               | 22               | 73.2             |
| 2                | Bucks de Milwaukee        | 49               | 33               | 59.8             |
| 3                | SuperSonics de Seattle    | 56               | 26               | 68.3             |
| 4                | Suns de Phoenix           | 55               | 27               | 67.1             |
| 5                | Kings de Kansas City      | 40               | 42               | 48.8             |
| 6                | Trail Blazers de Portland | 38               | 44               | 46.3             |
|                  |                           |                  |                  |                  |
| 7                | Clippers de San Diego     | 35               | 47               | 42.7             |
| 8                | Bulls de Chicago          | 30               | 52               | 36.6             |
| 9                | Nuggets de Denver         | 30               | 52               | 36.6             |
| 10               | Jazz de l'Utah            | 24               | 58               | 29.3             |
| 11               | Warriors de Golden State  | 24               | 58               | 29.3             |

C - Champions NBA

### Tableau des playoffs
|  | Premier tour     | Premier tour              | Premier tour           |                    |                        | Demi-finales de Conférence | Demi-finales de Conférence | Demi-finales de Conférence |  |   | Finales de Conférence | Finales de Conférence | Finales de Conférence |   |  | Finales NBA | Finales NBA | Finales NBA |
|  |                  |                           |                        |                    |                        |                            |                            |                            |  |   |                       |                       |                       |   |  |             |             |             |
|  |                  |                           |                        |                    |                        |                            |                            |                            |  |   |                       |                       |                       |   |  |             |             |             |
|  |                  | 1                         | Celtics de Boston      | 4                  |                        |                            |                            |                            |  |   |                       |                       |                       |   |  |             |             |             |
|  |                  |                           |                        | 4                  |                        |                            |                            |                            |  |   |                       |                       |                       |   |  |             |             |             |
|  |                  |                           | 4                      | Rockets de Houston | 0                      |                            |                            |                            |  |   |                       |                       |                       |   |  |             |             |             |
|  | 4                | Rockets de Houston        | 4                      | Rockets de Houston | 0                      | 2                          |                            |                            |  |   |                       |                       |                       |   |  |             |             |             |
|  | 4                | Rockets de Houston        |                        |                    |                        | 2                          |                            |                            |  |   |                       |                       |                       |   |  |             |             |             |
|  | 5                | Spurs de San Antonio      | 1                      |                    |                        |                            |                            |                            |  |   |                       |                       |                       |   |  |             |             |             |
|  | 5                | Spurs de San Antonio      | 1                      |                    |                        |                            |                            |                            |  | 1 | Celtics de Boston     | 1                     |                       |   |  |             |             |             |
|  | Conférence Est   |                           |                        |                    |                        |                            |                            |                            |  | 1 | Celtics de Boston     | 1                     |                       |   |  |             |             |             |
|  |                  | 3                         | 76ers de Philadelphie  | 4                  |                        |                            |                            |                            |  |   |                       |                       |                       |   |  |             |             |             |
|  | 3                | 3                         | 76ers de Philadelphie  | 4                  | 76ers de Philadelphie  | 2                          |                            |                            |  |   |                       |                       |                       |   |  |             |             |             |
|  | 3                |                           |                        |                    | 76ers de Philadelphie  | 2                          |                            |                            |  |   |                       |                       |                       |   |  |             |             |             |
|  | 6                | Bullets de Washington     | 0                      |                    |                        |                            |                            |                            |  |   |                       |                       |                       |   |  |             |             |             |
|  | 6                | Bullets de Washington     | 0                      |                    | 3                      | 76ers de Philadelphie      | 4                          |                            |  |   |                       |                       |                       |   |  |             |             |             |
|  |                  |                           |                        |                    | 3                      | 76ers de Philadelphie      | 4                          |                            |  |   |                       |                       |                       |   |  |             |             |             |
|  |                  |                           | 2                      | Hawks d'Atlanta    | 1                      |                            |                            |                            |  |   |                       |                       |                       |   |  |             |             |             |
|  |                  |                           | 2                      | Hawks d'Atlanta    | 1                      |                            |                            |                            |  |   |                       |                       |                       |   |  |             |             |             |
|  |                  |                           |                        |                    |                        |                            |                            |                            |  |   |                       |                       |                       |   |  |             |             |             |
|  |                  |                           |                        |                    |                        |                            |                            |                            |  |   |                       |                       |                       |   |  |             |             |             |
|  |                  |                           |                        |                    |                        |                            |                            |                            |  |   |                       | E3                    | 76ers de Philadelphie | 2 |  |             |             |             |
|  |                  |                           |                        |                    |                        |                            |                            |                            |  |   |                       |                       |                       |   |  |             |             |             |
|  |                  | O1                        | Lakers de Los Angeles  | 4                  |                        |                            |                            |                            |  |   |                       |                       |                       |   |  |             |             |             |
|  |                  | O1                        | Lakers de Los Angeles  | 4                  |                        |                            |                            |                            |  |   |                       |                       |                       |   |  |             |             |             |
|  |                  |                           |                        |                    |                        |                            |                            |                            |  |   |                       |                       |                       |   |  |             |             |             |
|  |                  |                           |                        |                    |                        |                            |                            |                            |  |   |                       |                       |                       |   |  |             |             |             |
|  |                  | 1                         | Lakers de Los Angeles  | 4                  |                        |                            |                            |                            |  |   |                       |                       |                       |   |  |             |             |             |
|  |                  |                           |                        | 4                  |                        |                            |                            |                            |  |   |                       |                       |                       |   |  |             |             |             |
|  |                  |                           | 4                      | Suns de Phoenix    | 1                      |                            |                            |                            |  |   |                       |                       |                       |   |  |             |             |             |
|  | 4                | Suns de Phoenix           | 4                      | Suns de Phoenix    | 1                      | 2                          |                            |                            |  |   |                       |                       |                       |   |  |             |             |             |
|  | 4                | Suns de Phoenix           |                        |                    |                        | 2                          |                            |                            |  |   |                       |                       |                       |   |  |             |             |             |
|  | 5                | Kings de Kansas City      | 1                      |                    |                        |                            |                            |                            |  |   |                       |                       |                       |   |  |             |             |             |
|  | 5                | Kings de Kansas City      | 1                      |                    |                        |                            |                            |                            |  | 1 | Lakers de Los Angeles | 4                     |                       |   |  |             |             |             |
|  | Conférence Ouest |                           |                        |                    |                        |                            |                            |                            |  | 1 | Lakers de Los Angeles | 4                     |                       |   |  |             |             |             |
|  |                  | 3                         | SuperSonics de Seattle | 1                  |                        |                            |                            |                            |  |   |                       |                       |                       |   |  |             |             |             |
|  | 3                | 3                         | SuperSonics de Seattle | 1                  | SuperSonics de Seattle | 2                          |                            |                            |  |   |                       |                       |                       |   |  |             |             |             |
|  | 3                |                           |                        |                    | SuperSonics de Seattle | 2                          |                            |                            |  |   |                       |                       |                       |   |  |             |             |             |
|  | 6                | Trail Blazers de Portland | 1                      |                    |                        |                            |                            |                            |  |   |                       |                       |                       |   |  |             |             |             |
|  | 6                | Trail Blazers de Portland | 1                      |                    | 3                      | SuperSonics de Seattle     | 4                          |                            |  |   |                       |                       |                       |   |  |             |             |             |
|  |                  |                           |                        |                    | 3                      | SuperSonics de Seattle     | 4                          |                            |  |   |                       |                       |                       |   |  |             |             |             |
|  |                  |                           | 2                      | Bucks de Milwaukee | 3                      |                            |                            |                            |  |   |                       |                       |                       |   |  |             |             |             |
|  |                  |                           | 2                      | Bucks de Milwaukee | 3                      |                            |                            |                            |  |   |                       |                       |                       |   |  |             |             |             |
|  |                  |                           |                        |                    |                        |                            |                            |                            |  |   |                       |                       |                       |   |  |             |             |             |

## Résumé de la finale NBA
| Match  | Date   | Équipe à domicile  | Résultat      | Équipe extérieure  |
| ------ | ------ | ------------------ | ------------- | ------------------ |
| Game 1 | 4 mai  | Los Angeles Lakers | 109–102 (1–0) | Philadelphia 76ers |
| Game 2 | 7 mai  | Los Angeles Lakers | 104–107 (1–1) | Philadelphia 76ers |
| Game 3 | 10 mai | Philadelphia 76ers | 101–111 (1–2) | Los Angeles Lakers |
| Game 4 | 11 mai | Philadelphia 76ers | 105–102 (2–2) | Los Angeles Lakers |
| Game 5 | 14 mai | Los Angeles Lakers | 108–103 (3–2) | Philadelphia 76ers |
| Game 6 | 16 mai | Philadelphia 76ers | 107–123 (2–4) | Los Angeles Lakers |

## Équipes

### Lakers de Los Angeles
| Effectif des Lakers de Los Angeles 1979-1980 |
| --- |
| 7 Marty Byrnes • 9 Jim Chones • 10 Norm Nixon • 14 Brad Holland • 15 Butch Lee • 21 Michael Cooper • 31 Spencer Haywood • 32 Magic Johnson (MVP Finales) • 33 Kareem Abdul-Jabbar • 52 Jamaal Wilkes • 54 Mark Landsberger Entraîneur : Paul Westhead |

### 76ers de Philadelphie
| Effectif des 76ers de Philadelphie 1979-1980 |
| --- |
| 3 Bernard Toone • 4 Clint Richardson • 6 Julius Erving • 9 Lionel Hollins • 10 Maurice Cheeks • 11 Caldwell Jones • 14 Henry Bibby • 24 Bobby Jones • 34 Jim Spanarkel • 50 Steve Mix • 53 Darryl DawkinsEntraîneur : Billy Cunningham |

## Statistiques

### Lakers de Los Angeles
| Joueur              | MJ | MC | MPG  | FG%  | 3P% | FT%  | RPG  | APG | SPG | BPG | PPG  |
| ------------------- | -- | -- | ---- | ---- | --- | ---- | ---- | --- | --- | --- | ---- |
| Kareem Abdul-Jabbar | 5  | 5  | 40,6 | 54,9 |     | 80,8 | 13,6 | 3,2 | 0,6 | 4,6 | 33,4 |
| Magic Johnson       | 6  | 6  | 42,7 | 57,3 | 0   | 87,5 | 11,2 | 8,7 | 2,7 | 0,3 | 21,5 |
| Jamaal Wilkes       | 6  | 6  | 42,0 | 46,7 |     | 82,4 | 7,7  | 3,2 | 0,8 | 0,2 | 21,3 |
| Norm Nixon          | 6  | 6  | 42,3 | 43,5 | 0   | 76,0 | 3,7  | 7,0 | 2,2 | 0,2 | 15,5 |
| Michael Cooper      | 6  | 1  | 30,8 | 35,7 |     | 81,3 | 4,2  | 3,3 | 1,2 | 0,7 | 8,8  |
| Jim Chones          | 6  | 6  | 30,8 | 52,8 |     | 75,0 | 7,0  | 1,5 | 0,8 | 0,7 | 8,3  |
| Mark Landsberger    | 6  | 0  | 14,3 | 38,7 | 0   | 50,0 | 6,2  | 0,2 | 0,5 | 0,3 | 4,2  |
| Brad Holland        | 3  | 0  | 4,3  | 66,7 |     | 100  | 0,3  | 1,0 | 1,0 | 0   | 3,3  |
| Spencer Haywood     | 2  | 0  | 2,5  | 100  |     |      | 0    | 0   | 0   | 0   | 1,0  |
| Marty Byrnes        | 1  | 0  | 1,0  |      |     |      | 0    | 0   | 0   | 0   | 0    |

### 76ers de Philadelphie
| Joueur           | MJ | MC | MPG  | FG%  | 3P%  | FT%  | RPG | APG | SPG | BPG | PPG  |
| ---------------- | -- | -- | ---- | ---- | ---- | ---- | --- | --- | --- | --- | ---- |
| Julius Erving    | 6  | 6  | 40,7 | 52,2 | 25,0 | 70,8 | 7,0 | 5,0 | 2,0 | 2,3 | 25,5 |
| Darryl Dawkins   | 6  | 6  | 33,8 | 53,1 | 0    | 65,4 | 6,0 | 2,2 | 1,2 | 2,3 | 20,2 |
| Maurice Cheeks   | 6  | 6  | 36,8 | 42,9 | 0    | 76,2 | 3,2 | 6,7 | 2,5 | 0,2 | 14,7 |
| Lionel Hollins   | 6  | 6  | 36,0 | 38,1 | 0    | 92,9 | 3,7 | 8,8 | 2,0 | 0,3 | 12,8 |
| Bobby Jones      | 6  | 0  | 26,8 | 50,0 |      | 90,9 | 5,7 | 2,0 | 1,2 | 1,8 | 11,0 |
| Caldwell Jones   | 6  | 6  | 33,7 | 47,6 |      | 70,0 | 8,3 | 1,8 | 0,2 | 2,7 | 9,0  |
| Steve Mix        | 6  | 0  | 15,2 | 48,3 |      | 100  | 1,8 | 1,4 | 0,2 | 0,4 | 7,2  |
| Henry Bibby      | 6  | 0  | 19,0 | 33,3 | 0    | 75,0 | 1,8 | 3,2 | 0,2 | 0   | 5,0  |
| Clint Richardson | 1  | 0  | 1,0  | 0    | 0    |      | 0   | 0   | 0   | 0   | 0    |
| Jim Spanarkel    | 1  | 0  | 1,0  |      |      |      | 0   | 1,0 | 0   | 0   | 0    |
| Bernard Toone    | 1  | 0  | 1,0  |      |      |      | 0   | 0   | 0   | 0   | 0    |